# Jo Moutet
Pour les articles homonymes, voir Moutet.
Jo Moutet est un accordéoniste, compositeur, chef d'orchestre et arrangeur français né le 26 décembre 1926 à Montaigu-le-Blin (Allier) et mort le 4 mars 2002 à Rambouillet. Il repose au cimetière de  Montaigu-le-Blin.

## Biographie

### Jeunesse et formation
Fils de deux musiciens qui se produisent dans les bals, le père à la clarinette et à l'accordéon, la mère au piano et au chant, il commence à apprendre l'accordéon avec son père dès l'âge de 5 ans, en même temps que le piano. À l'âge de 12 ans, il obtient le 1er Prix International d'accordéon.
Conscient de ses lacunes de musicien autodidacte, son père confie le jeune Joseph au maître Jacques Mandel, israélite venu se réfugier dans leur petit village de Montaigu-le-Blin dans l'Allier pendant la guerre. Avec discipline, il étudie quotidiennement le piano pendant quatre ans. À 17 ans, il entre au conservatoire de Lyon où il obtient, trois ans après, le premier prix à l'unanimité.

### Début de carrière musicale
Après ses études, il suit la voie de ses parents en animant des bals populaires à l'accordéon. Il enregistre également des disques d'accordéon sous les pseudonymes de Gaston Temporel et Jo l'Auvergnat.
Il monte à Paris et rencontre Roger Nicolas, qui lui confie, au théâtre l'Européen, la direction orchestrale de Baratin, une opérette qui tiendra l'affiche pendant trois ans. Il sera durant plusieurs années l'accompagnateur de Lily Fayol et créera un ballet avec Charles AznavourJo Moutet était un compositeur et chef d'orchestre français renommé .

### Collaborations et accompagnements
Il accompagne également, entre autres vedettes, Caterina Valente, Antoine, Jacques Dutronc, Alice Dona, et Georges Jouvin.
Il rencontre Maurice Tézé, lanceur, entre autres, de Sacha Distel et de Gloria Lasso, qui l'installe dans la tâche d'arrangeur. Ses services sont sollicités par Charles Aznavour, Dario Moreno, Line Renaud, Maurice Chevalier et André Bourvil.

### Groupes et compositions
Il forme le groupe JMS, composé de quatre chanteurs et quatre chanteuses, avec lequel il enregistre, entre autres, Nuage de Django Reinhardt. Il crée et dirige un orchestre qui enregistre, entre autres, la musique du film La Strada. Il tâte aussi de la chansonnette et est invité par Pathé à chanter et enregistrer, par exemple, La Vie mondaine.
Il accompagne également le chanteur Olivier Jeanès, qui enregistrera sous le label VEGA des titres tels que Le Temps des noisettes, Je vous présente Claire, Tu n'peux pas faire ça Claire, et Lune de Miel à Paris (paroles et musiques de Noël Guyves).

### Créations d'opérettes
En 1966, il écrit une opérette avec Marc Cab pour le livret, S.O.6., un pastiche sur les James Bond et autres espions présents sur les écrans. Roger Nicolas en sera le principal interprète, avec Jenny Astruc, le jeune premier de la chanson Jean-Paul Mauric, et une petite débutante, Géraldine. Cette opérette sera jouée durant toute l'année 1967 au Théâtre du Marais (ex-Concert Pacra) puis en janvier, février et mars au Théâtre des Variétés à Paris. Deux 45 tours EP quatre titres seront extraits du spectacle sous la direction musicale de Jo Moutet, un pour Roger Nicolas sous label Barclay et un pour Jean-Paul Mauric sous label Ducretet-Thomson (EMI). Jean-Paul Mauric avait déjà enregistré un grand succès de Jo Moutet : Belle Isabelle sous label Festival en 1961.

### Rencontres marquantes
Sa rencontre avec Georges Guétary en 1956 est déterminante. Il deviendra son accompagnateur favori et composera pour lui jusqu'en 1997. Cela ne l'empêche pas d'écrire pour Édith Piaf (dont Jérusalem, également enregistré par Danielle Darrieux, avec laquelle il fit plusieurs 33 tours).

### Travaux pour le cinéma et la télévision
On le trouve aussi au générique de films, de feuilletons ou d'émissions télévisées tels que Aujourd'hui Madame (1972) pour la 2e chaîne. Il crée Le Charimari en 1981, une comédie musicale de Pierrette Bruno dans laquelle apparaissent Micheline Boudet, Pierre Tornade et un jeune inconnu : Patrick Bruel.

### Engagements et reconnaissances
Il ne cesse de composer des musiques et des arrangements pour André Verchuren ou Aimable, et parallèlement, il est élu administrateur à la SACEM, où il côtoie Pierre Delanoë, Jacques Demarny, Georges Jouvin, Claude Lemesle, Louis Amade, Jean-Christophe Averty et Gérard Calvi.

## Œuvres musicales

### Musique d'opérette
- 1958 : Pacifico opérette de Paul Nivoix, musique Jo Moutet, mise en scène Max Revol, avec Georges Guétary, Bourvil,Théâtre de la Porte-Saint-Martin

### 33 tours
- Loulou Legrand, Gus Viseur, Jo Moutet – Accordiana, Westminster 1954
- Loulou Legrand / Jo Moutet – Accordéon N°4 "Printemps De Paris" Ducretet Thomson 1955
- Loulou Legrand / Jo Moutet – Accordéon N°5 "Bals De France" Ducretet Thomson  1956
- Musique bien dansante (LP, 10") Bel Air 321001, 1959
- On danse, Avec Jo Moutet, (LP, Album, Mono), Pathé, 1961
- Jo Moutet – Sings Label:La Voix De Son Maître Vinyle, 7", 45 RPM, EP, Sortie:1966
- Jo Moutet – Hourrapapa, Label: Galb – G.A.L.B. 63/3 Format:, Vinyl, LP, Album, Stereo, 1969

### Musique de films
- Musique du film La Strada le Grand Orchestre de Jo Moutet - 1955
- ... Comme un pot de fraises !, bande originale du film (LP) Pathé 1974